# Sainte-Marie, Ille-et-Vilaine

Sainte-Marie este o comună în departamentul Ille-et-Vilaine, Franța. În 1 ianuarie 2022 avea o populație de 2.249 de locuitori.